# Вулиця Байдукова (Донецьк)
Вулиця Байдукова — одна з вулиць міста Донецька. Розташована між вулицею Звягільського та ур. Гладківка.

## Історія
Вулиця названа на честь льотчика-випробувача, Героя Радянського Союзу Георгія Байдукова.

## Опис
Вулиця Байдукова знаходиться в Київському районі на території мікрорайону Гладківка. Починається від вулиці Звягильського і завершується біля вулиці Анджиєвського. Довжина вулиці становить близько півтора кілометра.